# Черновая (село)
Черновая — село в Сычёвском сельском совете, Смоленский район, Алтайский край

## География
Расположено в очень красивом месте у подножья гор на реке Черновая в 59 км от села Смоленского.

## История
Основано в 1876 году крестьянами-переселенцами из деревни Малый Юрьев Козловского уезда Тамбовской губернии. В 1893 году проживало 82 хозяйства, в них 465 жителей. В 1926 году численность достигла 1444 человек. В 1931 году в селе был организован колхоз «Социалистический маяк» (председатель Иван Фёдорович Бердников), с хорошо поставленной организацией труда и прибыльным производством. В годы войны жители села очень напряжённо трудились, поставляя для фронта продукты питания, активно помогали в строительстве Белокурихинского вольфрамового рудника и автомобильной дороги к нему. 250 войнов, призванных в Черновском сельском Совете погибли в боях, защищая Родину. В послевоенные годы колхоз «Социалистический маяк» (председатель Павел Михайлович Сысоев) быстро укрепил свою экономику. В марте 1957 года колхоз перешёл на совхозную организацию и стал Черновским отделением совхоза «Путь Ленина». В 1976 году в отделении содержалось 944 головы крупно рогатого скота, в том числе 477 коров и 90 лошадей.

## Население
| 1926 | 1997 | 1998 | 1999 | 2000 | 2001 | 2002 |
| ---- | ---- | ---- | ---- | ---- | ---- | ---- |
| 1444 | ↘380 | ↗383 | ↘376 | ↗387 | ↘384 | ↘380 |
| 2003 | 2004 | 2005 | 2006 | 2007 | 2008 | 2009 |
| ↘372 | ↗379 | ↘371 | ↘362 | ↘353 | ↘345 | ↗346 |
| 2010 | 2011 | 2012 | 2013 |      |      |      |
| ↘270 | →270 | ↘264 | ↘259 |      |      |      |

## Инфраструктура
Девятилетняя школа, магазин, Дом культуры, фельдшерско-акушерский пункт, почтовое отделение, магазин